# Norrbomia costalis
Norrbomia costalis – gatunek muchówki z rodziny Sphaeroceridae i podrodziny Copromyzinae.
Gatunek ten opisany został w 1847 roku przez Johana Wilhelma Zetterstedta jako Copromyza costalis.
Muchówka o czarnym ciele długości od 1,5 do 2 mm. Głowa jej charakteryzuje się brakiem szczecinek zaciemieniowych, matowym trójkątem ciemieniowym oraz brakiem długich szczecinek na policzku oprócz wibrys. Czułki mają krótko owłosione aristy. Na tułowiu szczecinki środkowe grzbietu występują w dwóch rzędach, guzy barkowe mają po jednej dużej szczecince, długie szczecinki śródplecowe obecne są w liczbie trzech par, z których ta na środku śródplecza jest krótsza od przedwierzchołkowych, ale dłuższa od owłosienia. Pleury tułowia są opylone, a na krawędzi sternopleurów występują cztery długie szczecinki, natomiast nie ma w tym miejscu krótkich włosków. Skrzydła są w pełni wykształcone, przezroczyste. Ich użyłkowanie cechuje odcinek żyłki medialnej M1+2 między przednią i tylną żyłką poprzeczną tak długi jak jej odcinek wierzchołkowy. Barwa przezmianek jest żółta. Tylna para odnóży ma na spodzie goleni przez ⅔ długości włosowate szczecinki anterowentralne, a na wierzchołku długą, ale krótszą niż długość pierwszego członu stopy ostrogę. Szczecinka przedwierzchołkowa na tylnych goleniach jest dłuższa niż odległość od jej nasady do szczytu goleni. Odwłok nie ma na hypopygium długich, sterczących szczecinek.
Owad znany z Portugalii, Hiszpanii, Islandii, Irlandii, Wielkiej Brytanii, Francji, Belgii, Holandii, Niemiec, Szwecji, Norwegii, Finlandii, Szwajcarii, Włoch, Polski, Łotwy, Czech, Słowacji, Węgier, Rumunii, Ukrainy, europejskiej części Rosji, Makaronezji, Afryki Północnej, Bliskiego Wschodu i wschodniej Palearktyki: od Syberii i Azji Środkowej po Mongolię i Kamczatkę.